# Copa de Alemania 1965
La Copa de Alemania 1965 fue la 22.ª edición del torneo anual de copa de fútbol de Alemania Federal que se jugó del 16 de enero al 22 de mayo de 1965 y que contó con la participación de 32 equipos.
El Borussia Dortmund venció al Alemannia Aachen en la final jugada en el Niedersachsenstadion para ganar la copa nacional por primera vez.

## Primera Ronda
| 16-1-1965             |       |                        |       |
| 1. FC Nürnberg        | 2 – 0 | 1. FC Köln             |       |
| Rot-Weiß Oberhausen   | 5 – 0 | TSG Ulm 1846           |       |
| 1. FC Kaiserslautern  | 3 – 0 | Karlsruher SC          |       |
| Westfalia Herne       | 3 – 4 | Tennis Borussia Berlin | (AET) |
| VfR Frankenthal       | 0 – 5 | VfB Stuttgart          |       |
| Altonaer FC 93        | 0 – 5 | Hannover 96            |       |
| Hertha BSC            | 1 – 5 | Eintracht Braunschweig |       |
| VfL Wolfsburg         | 3 – 4 | TSV 1860 München       |       |
| Preußen Münster       | 0 – 1 | Borussia Dortmund      |       |
| VfL Osnabrück         | 1 – 3 | Alemannia Aachen       |       |
| 1. FSV Mainz 05       | 1 – 0 | SV Werder Bremen       |       |
| KSV Hessen Kassel     | 0 – 2 | Hamburger SV           |       |
| SuS Northeim          | 0 – 1 | Meidericher SV         | (AET) |
| TSV Schwaben Augsburg | 5 – 7 | FC Schalke 04          | (AET) |
| Eintracht Frankfurt   | 2 – 1 | Borussia Neunkirchen   |       |
| Kickers Offenbach     | 2 – 4 | VfR Wormatia Worms     |       |

## Segunda Ronda
| 6-2-1965               |       |                        |       |
| Eintracht Frankfurt    | 1 – 2 | FC Schalke 04          |       |
| 1. FSV Mainz 05        | 2 – 2 | TSV 1860 München       | (AET) |
| VfR Wormatia Worms     | 0 – 2 | VfB Stuttgart          |       |
| 1. FC Nürnberg         | 3 – 1 | Hamburger SV           |       |
| 1. FC Kaiserslautern   | 1 – 3 | Hannover 96            |       |
| Meidericher SV         | 0 – 1 | Eintracht Braunschweig |       |
| Tennis Borussia Berlin | 1 – 2 | Borussia Dortmund      |       |
| Rot-Weiß Oberhausen    | 0 – 1 | Alemannia Aachen       |       |

### Replay
| 17-2-1965        |       |                 |
| TSV 1860 München | 1 – 2 | 1. FSV Mainz 05 |

## Cuartos de final
| 27-2-1965              |       |                   |
| Eintracht Braunschweig | 0 – 2 | Borussia Dortmund |
| FC Schalke 04          | 4 – 2 | VfB Stuttgart     |
| Alemannia Aachen       | 2 – 1 | Hannover 96       |
| 1. FSV Mainz 05        | 0 – 3 | 1. FC Nürnberg    |

## Semifinales
| 17-4-1965 | Borussia Dortmund | 4 – 2 | 1. FC Nürnberg       | Rote Erde Stadion, Dortmund                             |                                                         |
|           |                   |       | Greif 54' · Wild 65' | Asistencia: 31 500 espectadores Árbitro(s): Schulenburg | Asistencia: 31 500 espectadores Árbitro(s): Schulenburg |

| 17-4-1965 | Alemannia Aachen                              | 4 – 3 (t. s.) | FC Schalke 04                               | Old Tivoli, Aachen                                  |                                                     |
|           | Breuer 28' 100' · Nacken 60' · Martinelli 66' |               | Gerhardt 27' · Koslowski 47' · Bechmann 52' | Asistencia: 32 000 espectadores Árbitro(s): Sparing | Asistencia: 32 000 espectadores Árbitro(s): Sparing |

## Final
| 22 de mayo de 1965 | Borussia Dortmund          | 2–0     | Alemannia Aachen | Niedersachsenstadion, Hanover                      |                                                    |
|                    | Schmidt 10' · Emmerich 18' | Reporte |                  | Asistencia: 55 000 espectadores Árbitro(s): Jacobi | Asistencia: 55 000 espectadores Árbitro(s): Jacobi |

| Borussia Dortmund | Alemannia Aachen |

| ARQ               |  | Hans Tilkowski      |
| DEF               |  | Gerhard Cyliax      |
| DEF               |  | Theodor Redder      |
| MED               |  | Dieter Kurrat       |
| MED               |  | Wolfgang Paul       |
| MED               |  | Hermann Straschitz  |
| DEL               |  | Reinhold Wosab      |
| DEL               |  | Wilhelm Sturm       |
| DEL               |  | Alfred Schmidt      |
| DEL               |  | Friedhelm Konietzka |
| DEL               |  | Lothar Emmerich     |
| Entrenador:       |  |                     |
| Hermann Eppenhoff |  |                     |

| ARQ         |  | Gerhard Prokop     |
| DEF         |  | Herbert Krisp      |
| DEF         |  | Werner Nievelstein |
| MED         |  | Erwin Hermandung   |
| MED         |  | Josef Thelen       |
| MED         |  | Christian Breuer   |
| DEL         |  | Herbert Gronen     |
| DEL         |  | Franz-Josef Nacken |
| DEL         |  | Josef Martinelli   |
| DEL         |  | Alfred Glenski     |
| DEL         |  | Wilhelm Krieger    |
| Entrenador: |  |                    |
| Oswald Pfau |  |                    |